# ケイラ
ケイラ（エストニア語: Keila）は、エストニアの町。同国の北東部に位置し、正式には都市型自治体に類別される。 

## 歴史
この地では紀元前2000年から3000年にかけてのヒトの痕跡が発見されている。その後、今から約1000年前にケイラ川に沿って街が建設された。1219年にドイツが北エストニアを征服すると、この地には教会が建てられた。当初は聖ミカエルをまつった小さな木造のものだったが、13世紀の終わりになって石造りの建物に改築された。1241年にはデンマークの文献に初めてケイラの名が登場した。
15世紀から16世紀には、教会を中心に10の建物が建ち100人が住んでいた。そのころ、リヴォニア騎士団がjõesaare教会（現 Jõepark教会）の南東に小さな砦を築いた。その砦は1976年に最初の発掘調査が行われ、2007年まで続いた。
1558年から83年のリヴォニア戦争で街は教会（1596年に再建）もろとも廃墟と化し、さらに1601年から02年に発生した飢餓と疫病で街は教会だけの小さな村になった。この状態が3世紀も続き、人口が増加に転じたのは20世紀も後半のことだった。1862年には教会の近くにマルティン・ルターの像が建立されたが、1949年に破壊された。1867年には街で最初の学校がヴァリャオトサ農場に開校し 、1870年にはタリン-パルディスキ間に鉄道が開通してケイラも発展し始めた。1885年には近隣のクローガ村出身のKonstantin Türnpuによって初めて歌のコンテストが開催され、19の合唱団が歌を披露した。
1938年5月1日には正式に町になった。

## 軍事基地
ソビエト連邦時代、ケイラ近郊にはTankipolkという名の軍事基地があり、戦車や兵舎が置かれていた。基地はソ連軍がエストニアを去った数年後に取り壊され、跡地は住宅地になっている。基地の周りにあった森も現在では舗装路が走っている。多くの丘や3 - 7kmほどの小道があるため、冬季はスキーヤーでにぎわう。そのうち最も大きな丘はTankimägiとかTank Hillと呼ばれる。

## 教育
- ケイラ初等学校
- ケイラ高等学校
- ケイラ共同高等学校
- ケイラ音楽学校
- ケイラSOSヘルマン・グマイナー学校（閉校）

## 人口
2009年の国勢調査によると、ケイラの人口は9,873人である。
2000年の国勢調査では9,388人で、そのうちエストニア人が82.8%、ロシア人が12.1%、ウクライナ人が1.8%、フィンランド人が0.9%、ベラルーシ人が0.7%、リトアニア人が0.2%、ポーランド人、タタール人、ドイツ人、ラトビア人がそれぞれ0.1%だった。

## 姉妹都市
- チアトゥラ（ジョージア）
- ナッカ（スウェーデン）
- ヒュイッティネン（フィンランド）
- バルスビュッテル（ドイツ）
- スィグルダ（ラトビア）
- ビルシュトナス（リトアニア）
- ニーウェヘイン（オランダ）

## 著名な住民
- イェカテリーナ・ゴロヴァテンコ（1979年 - 、フィギュアスケート選手）
- ウロ・ユギ（1921年 - 2007年、軍事史家）
- ペアル・パウルス（1967年 - 、歌手・作曲家）
- アゴ・シルデ（1963年 - 、政治家）
- シーリ・シサク（歌手・政治家）
- カルト・トミンガス（1967年 - 、歌手・俳優）
- ペーター・ヴォルコンスキ（1954年 - 、俳優・ロックミュージシャン・作曲家）

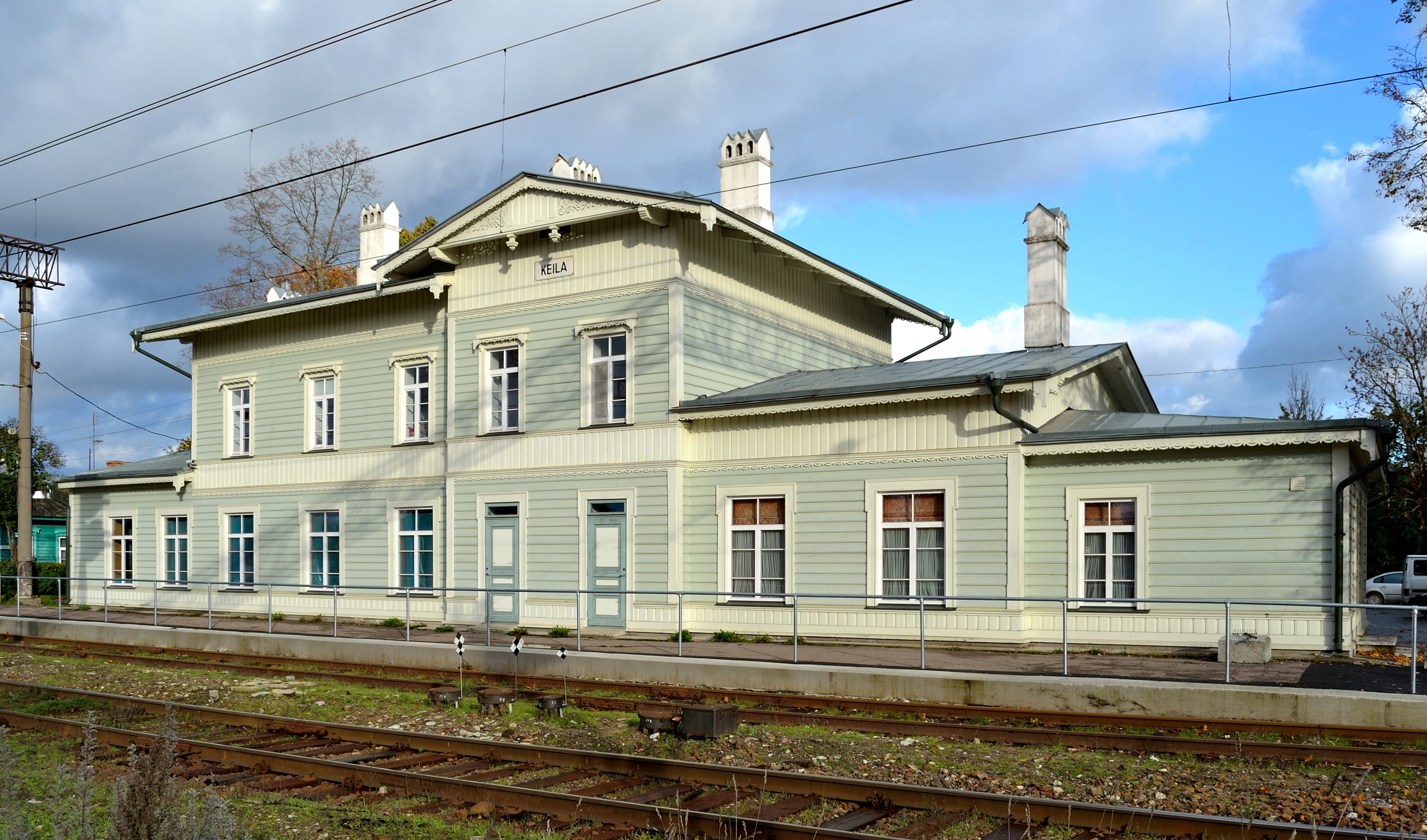
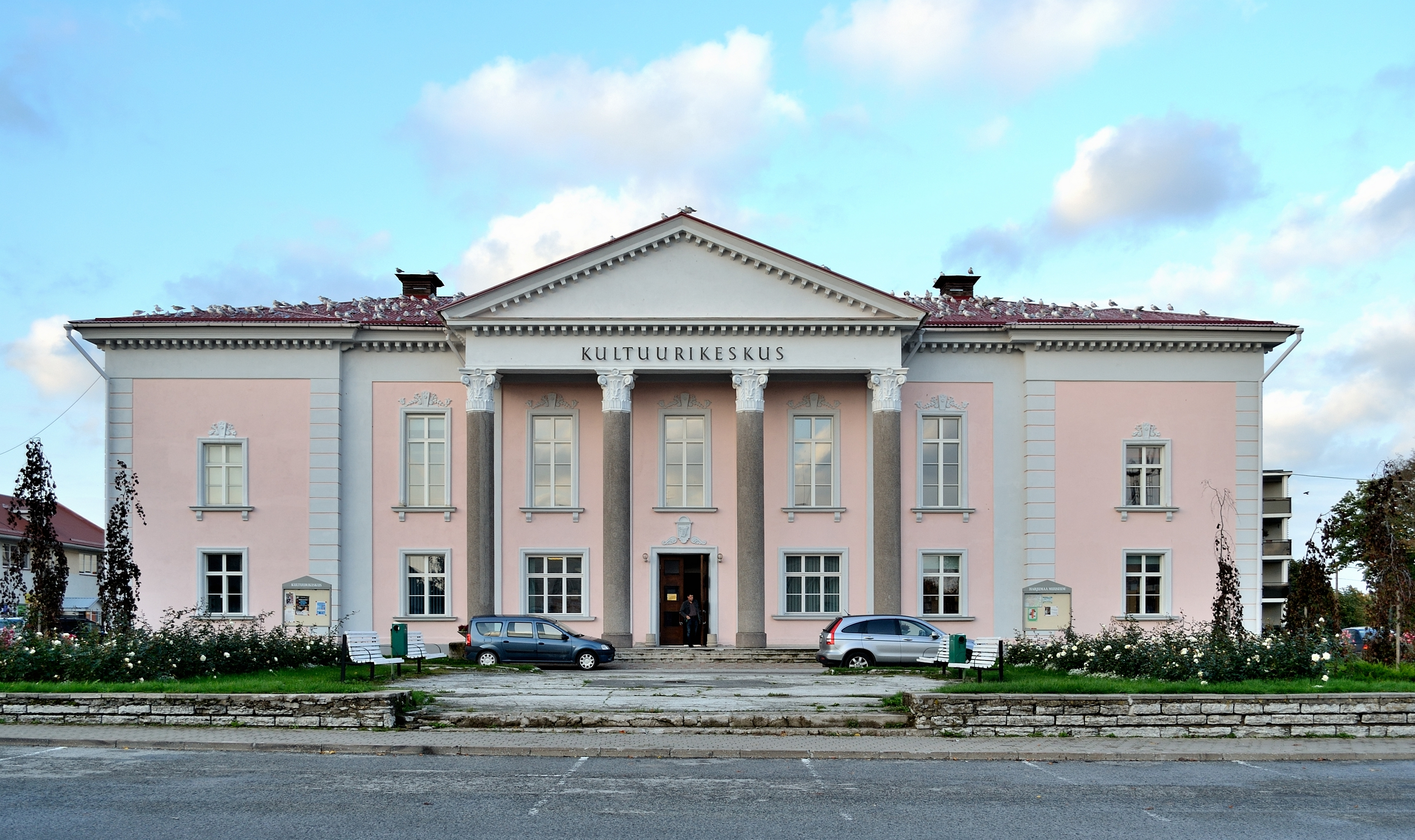
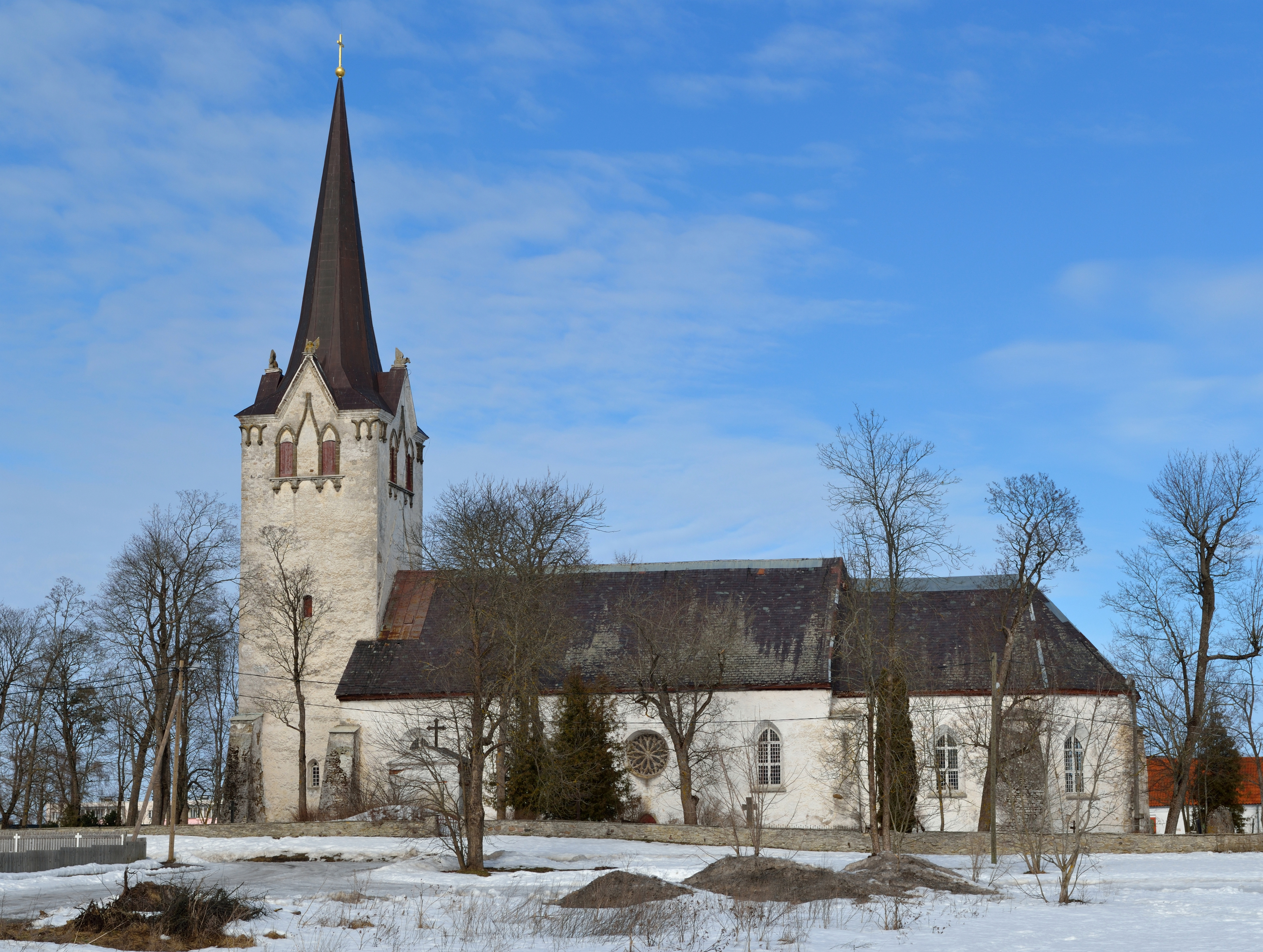
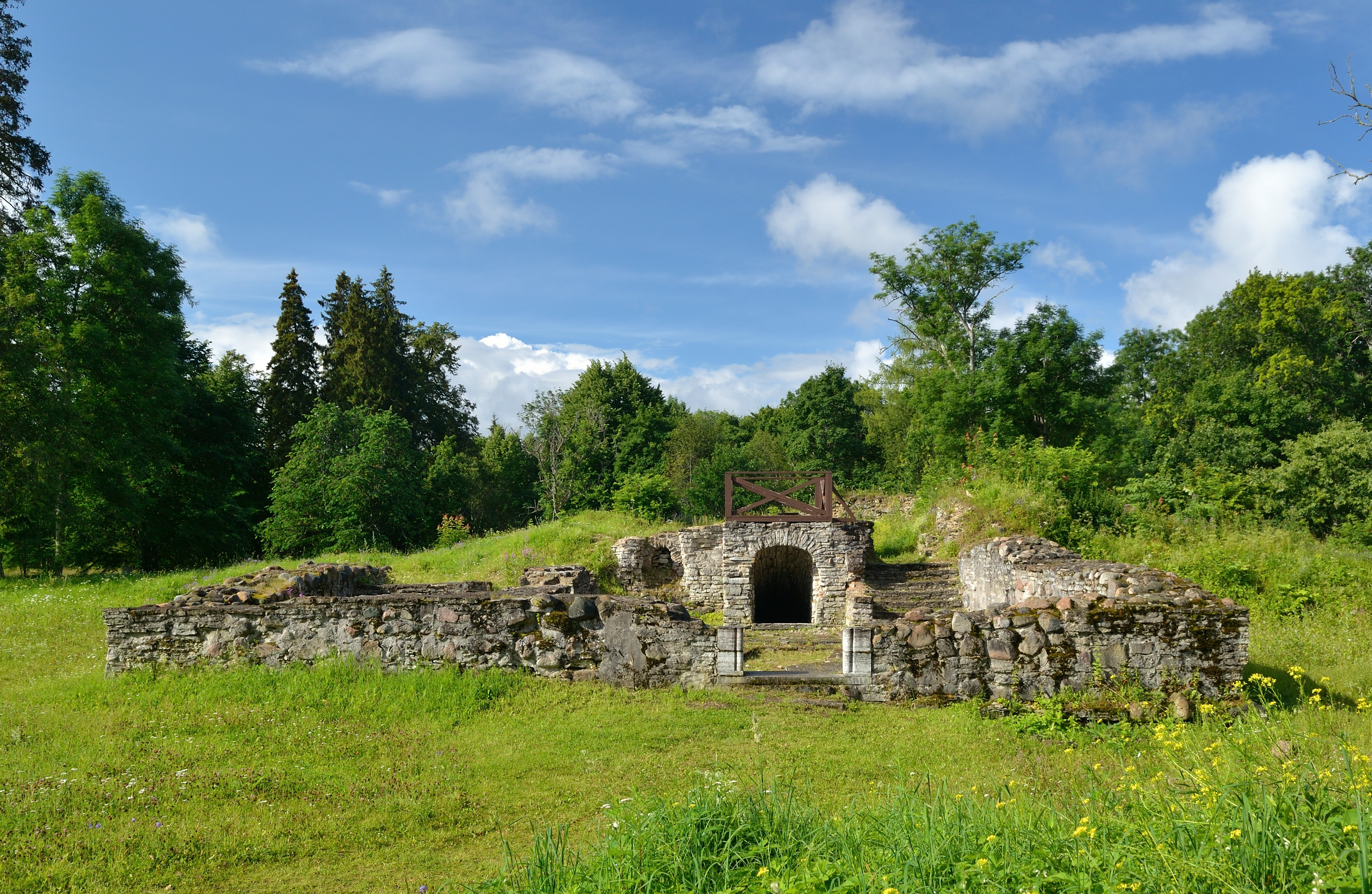
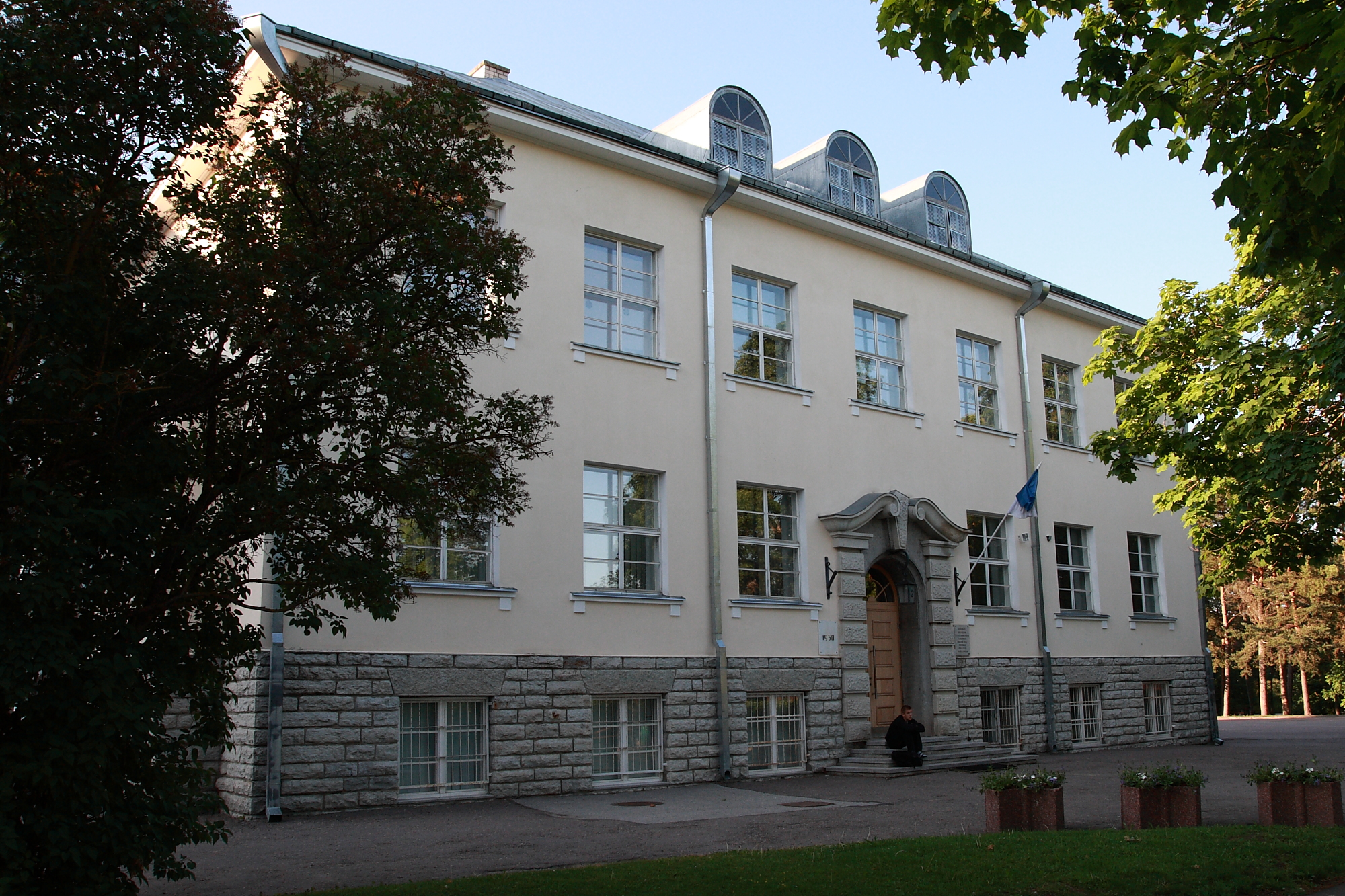
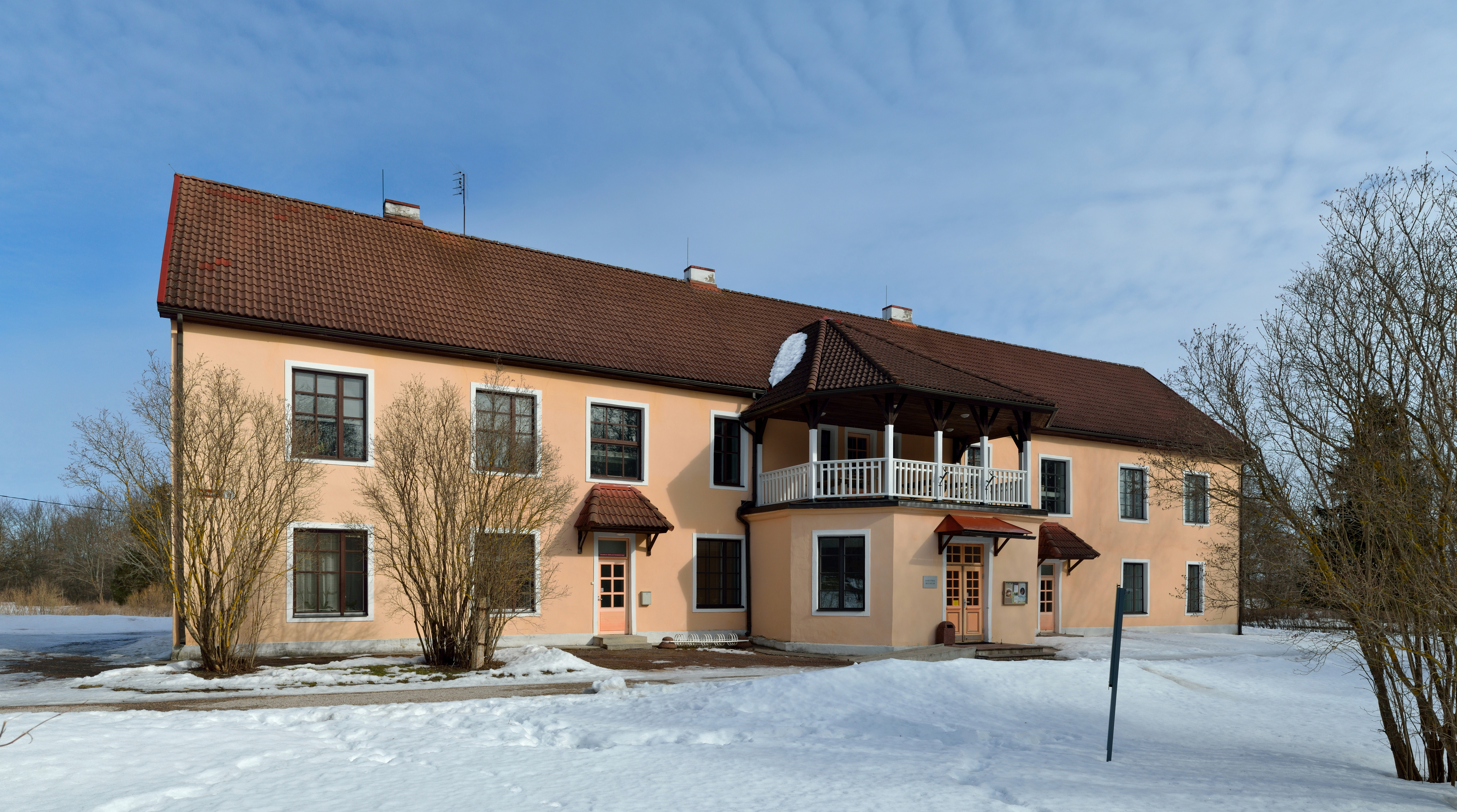
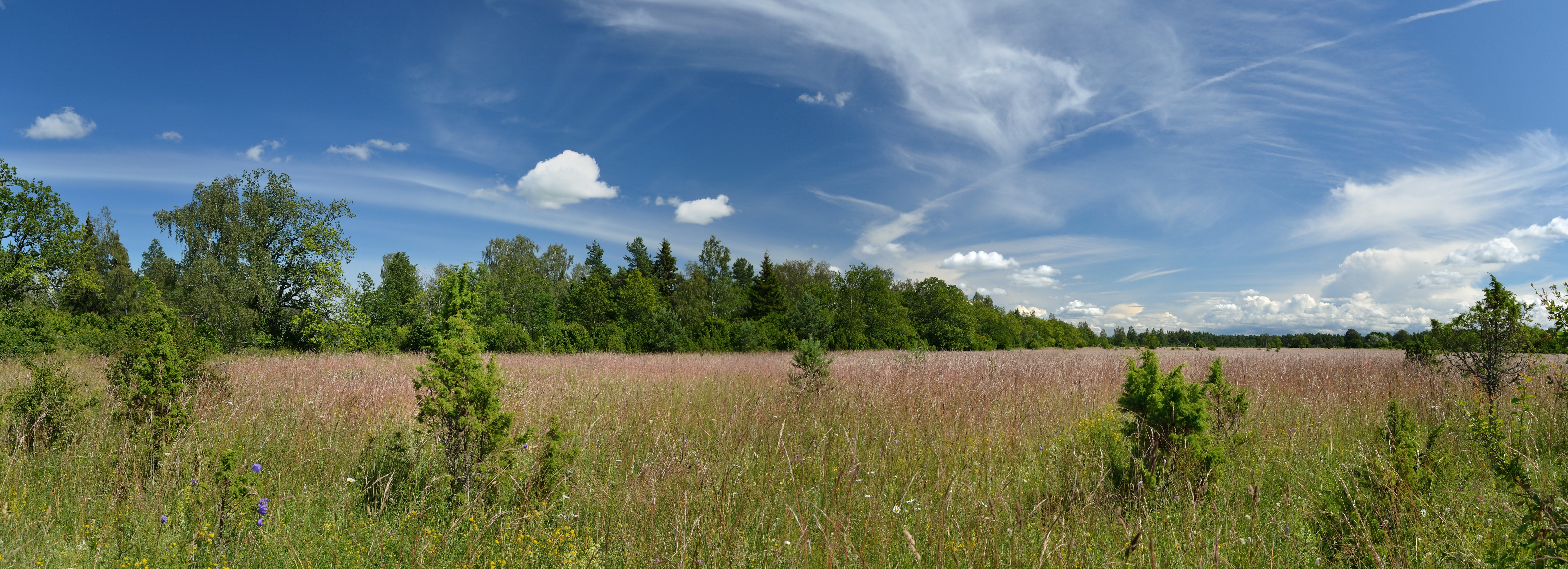
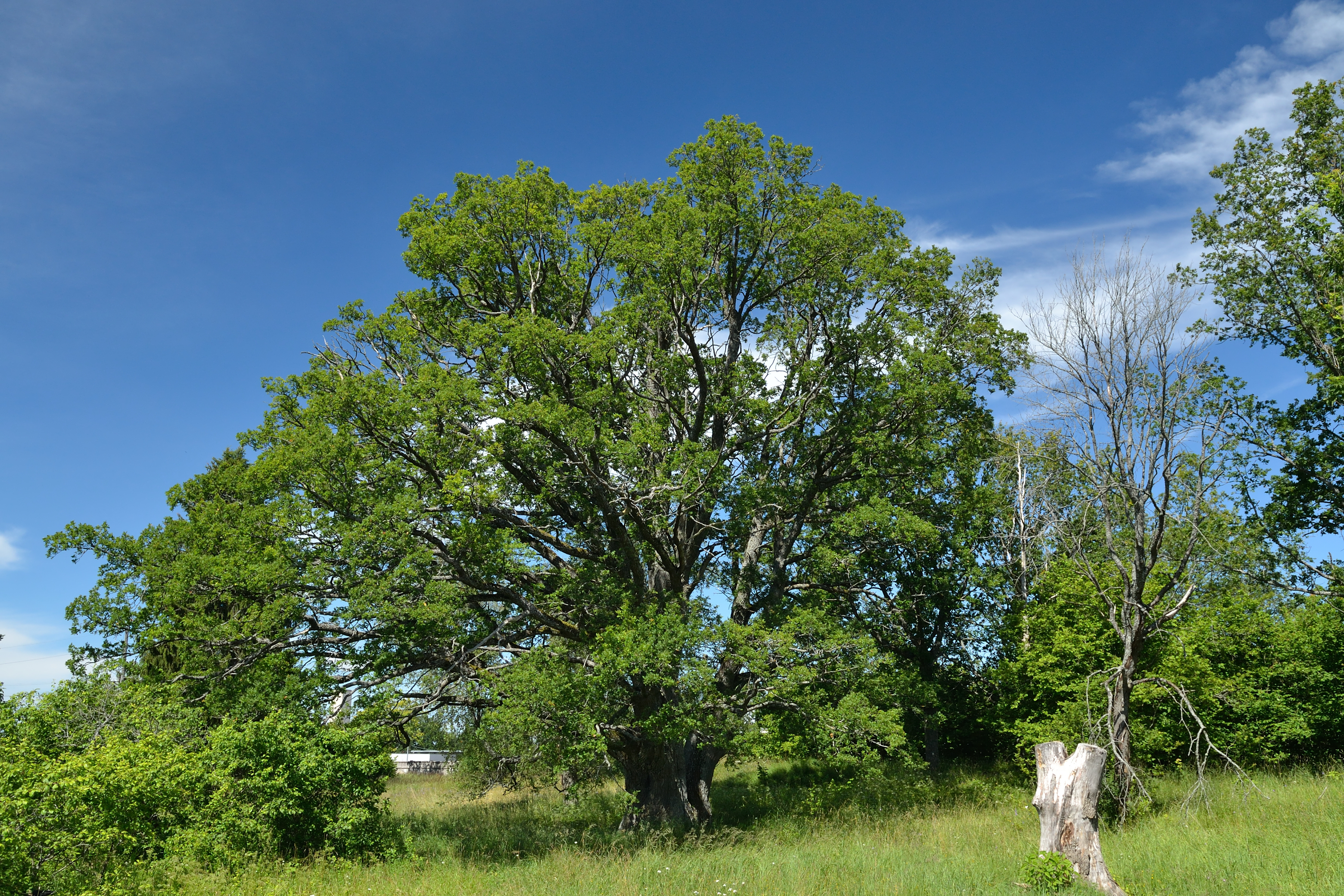